# District de Malappuram
Le district de Malappuram est un des quatorze districts de l'État du Kerala en Inde.

## Géographie
Son chef-lieu est la ville de Malappuram.
Au recensement de 2011 sa population est de 4 112 920 habitants pour une superficie de 3 000 km2. Il est au centre de l’État du Keral entre les Ghats occidentaux et la mer des Laquedives. Le district est traversé par trois rivières principales, la Chaliyar, la Kadalunidi et la Tirur dont la première est la plus importante car c'est la seule pérenne sur l'année.

### Transports
Le district est desservi par la NH17, la NH213 ainsi que des autoroutes du Kerala qui relient Tirur à Malappuramet Manjeri, Malappuram à Parappanangadi ; par l'aéroport de Karicut. Une voie de chemin de fer Mangalore/Madras passe le long du littoral et une seconde, Nilambur/Shoranur passe le long des Ghats.

## Administration
Le district de Malappuram a été créé le 16 juin 1969, il est le plus peuplé de l’État. Les langues officielles sont le Malayalam et l'anglais. 44,18 % de la population habite en ville.

### Liste des Taluks
Il est divisé en sept Taluks :
- Ernad;
- Tirur,
- Tirurangadi,
- Ponnani,
- Perintalmanna,
- Nilmabur,
- Kondotty.